# Hamina
Hamina (en suec Fredrikshamn) és un municipi de Finlàndia que forma part de la regió de la Vall de Kymi.

## Agermanaments
La ciutat de Hamina està agermanada amb:

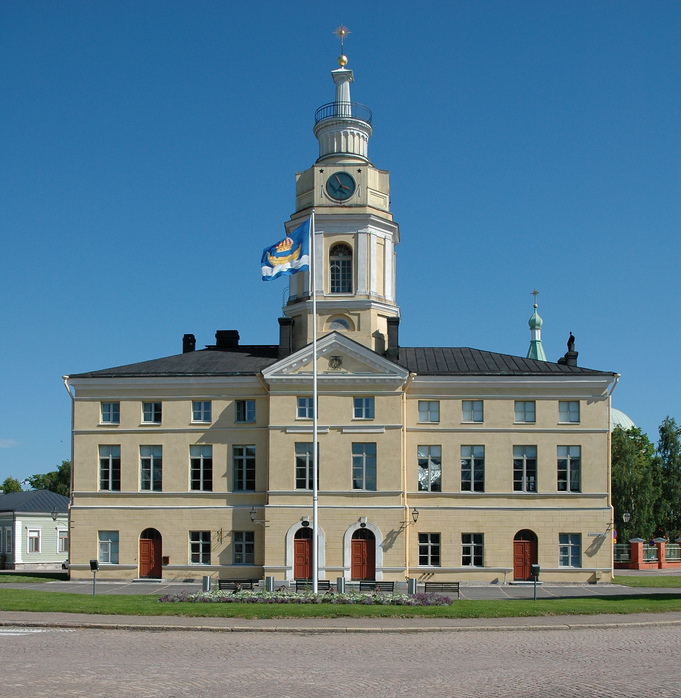
Ajuntament de la ciutat de Hamina

- Falun, Suècia
- Paide, Estònia
- Røros, Noruega[1]